# カール・マール
カール・マール（Carl Marr、1909年に貴族に叙せられてCarl von Marrと名乗った、1858年2月14日 - 1936年7月10日）はアメリカ合衆国生まれで、ドイツで活動した画家である。ミュンヘン美術院の校長を務めた。

## 略歴
ウィスコンシン州のミルウォーキーで、ドイツからアメリカに移ってきた版画家、彫刻家のジョン・マール(John Marr)の息子に生まれた。木版画の訓練を受けた後、ミルウォーキーの版画家、ヘンリー・ヴィアンデン(Henry Vianden、ドイツ語名:Heinrich Vianden)に学んだ。その後、ドイツに渡り、ヴァイマルの美術学校で彫刻家のマルティン・シャウス(Martin Schauß)に学び、ベルリンの美術アカデミーでカール・グッソーに学び、ミュンヘン美術院でヴィルヘルム・リンデンシュミットやオットー・ザイツに学んだ。
1893年にミュンヘン美術院の教授に任じられ、1896年の大ベルリン美術展(Große Berliner Kunstausstellung)で金賞を受賞した。1908年にはアメリカ芸術文学アカデミー（American Academy of Arts and Letters）の会員に選ばれた。1909年にバイエルン王国の貴族に叙せられた 。1919年から1924年の間、ミュンヘン美術院の校長を務めた。1919年に画家のピウス・フェルディナント・メッサーシュミット(Pius Ferdinand Messerschmitt)の未亡人と結婚した。
多くの宗教画や風俗画を描き、ドイツやアメリカの展覧会でいくつかの賞を得た。ドイツ芸術家協会(Deutscher Künstlerbund)の理事も務めた。
カール・マールに学んだ学生にはフリッツ・クンツ(Fritz Kunz: 1868-1947)やハンス・フォン・ハイエク(1869-1940)、エミール・ヴェーバー(Emil Weber:1872-1945)、カール・ホルン(Carl Horn: 1874-1945)やクラース・コスター(Klaas Koster: 1885-1969)、リー・クライン(Ly Klein: 1898-1968)がいる。 

## 作品

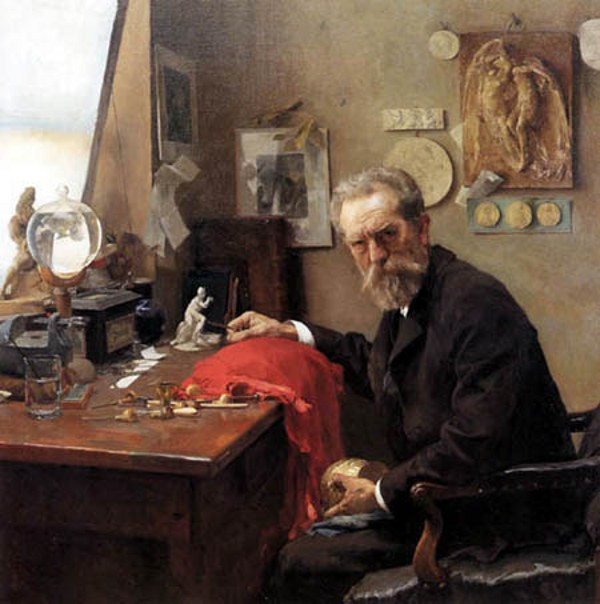
父親の肖像画
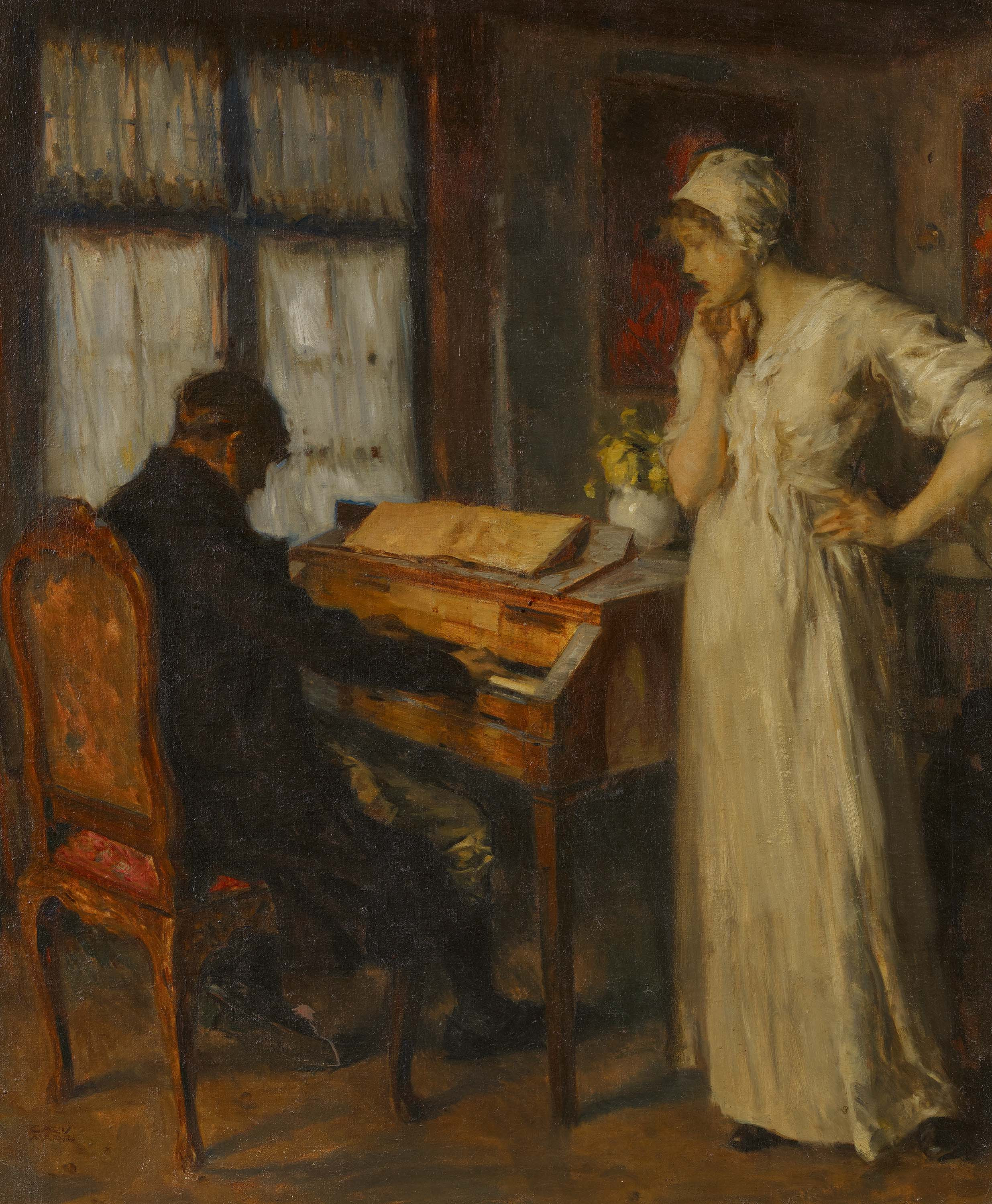
音楽室で
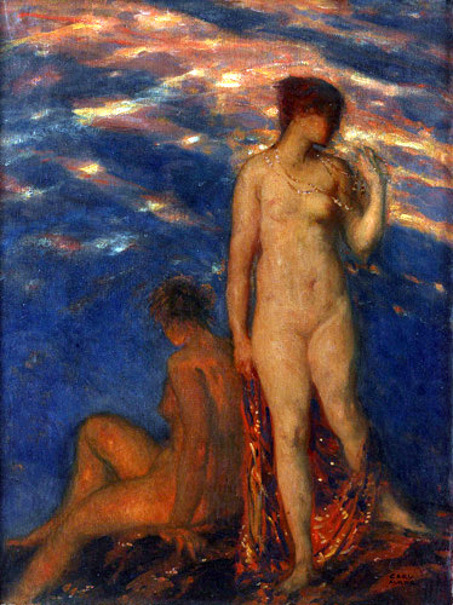
2人の裸婦
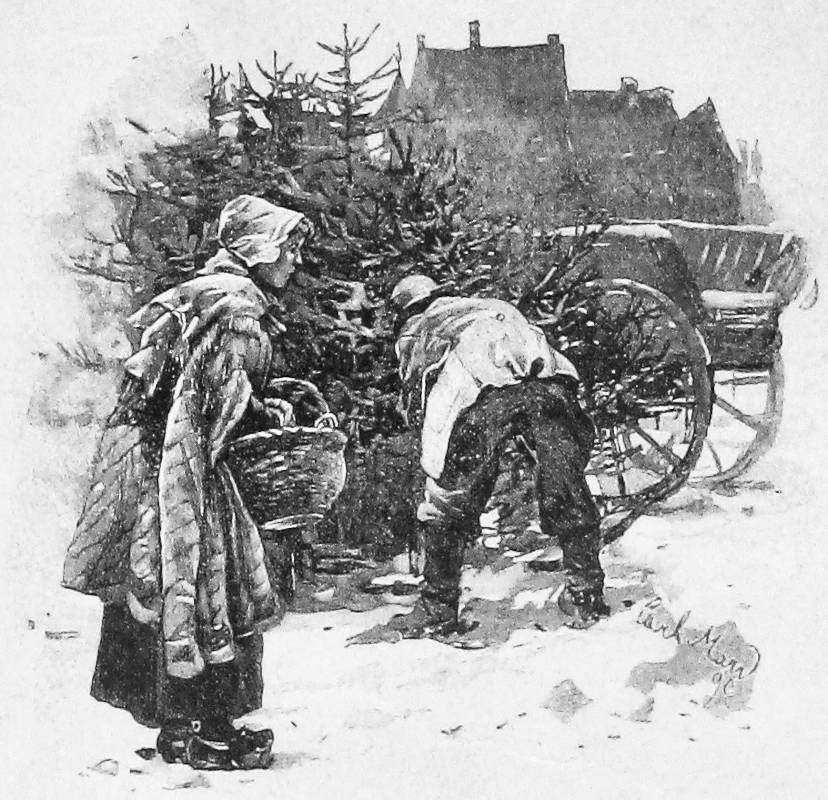
雑誌「Die Gartenlaube」挿絵

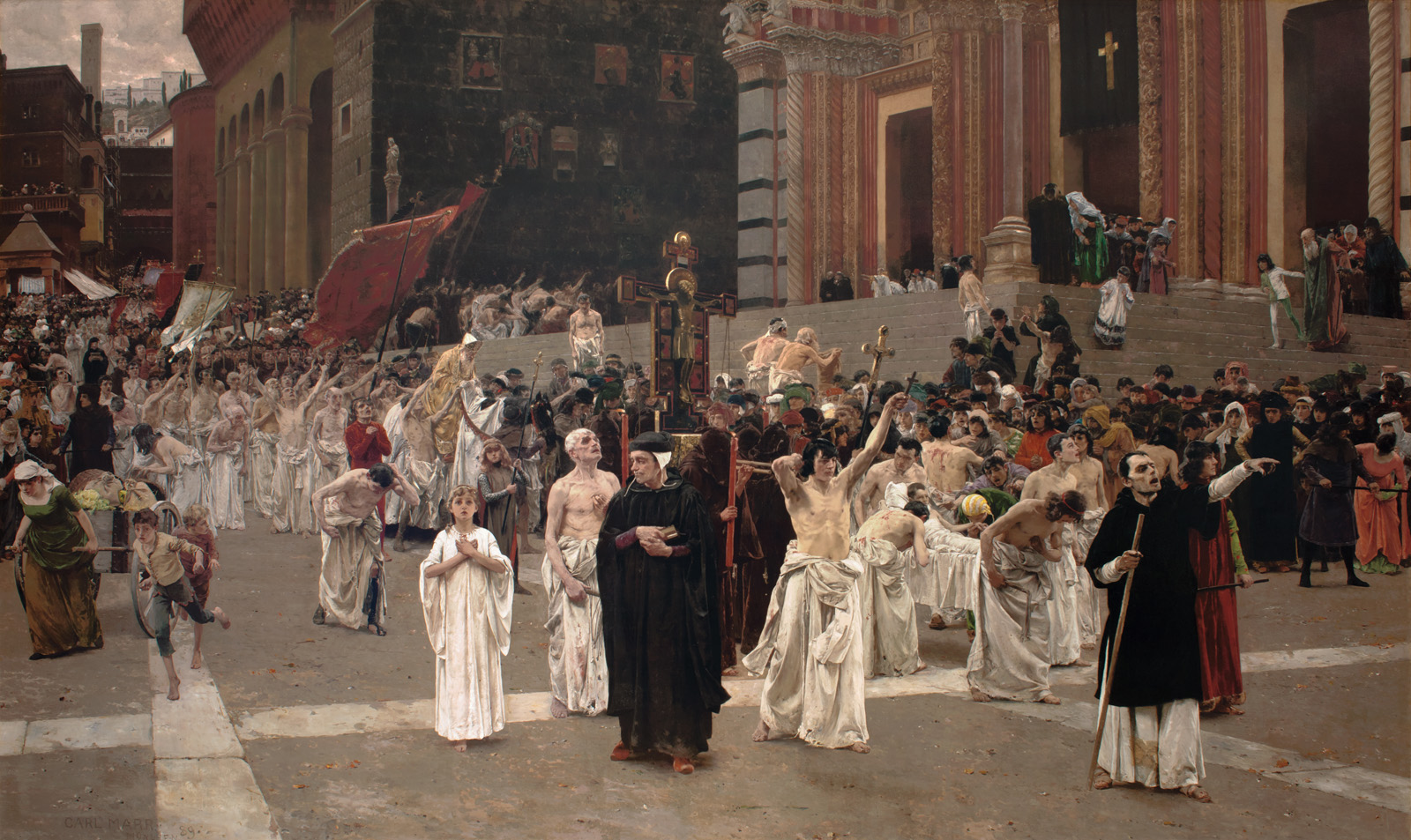
Flagellanten（鞭打苦行）、(1889)
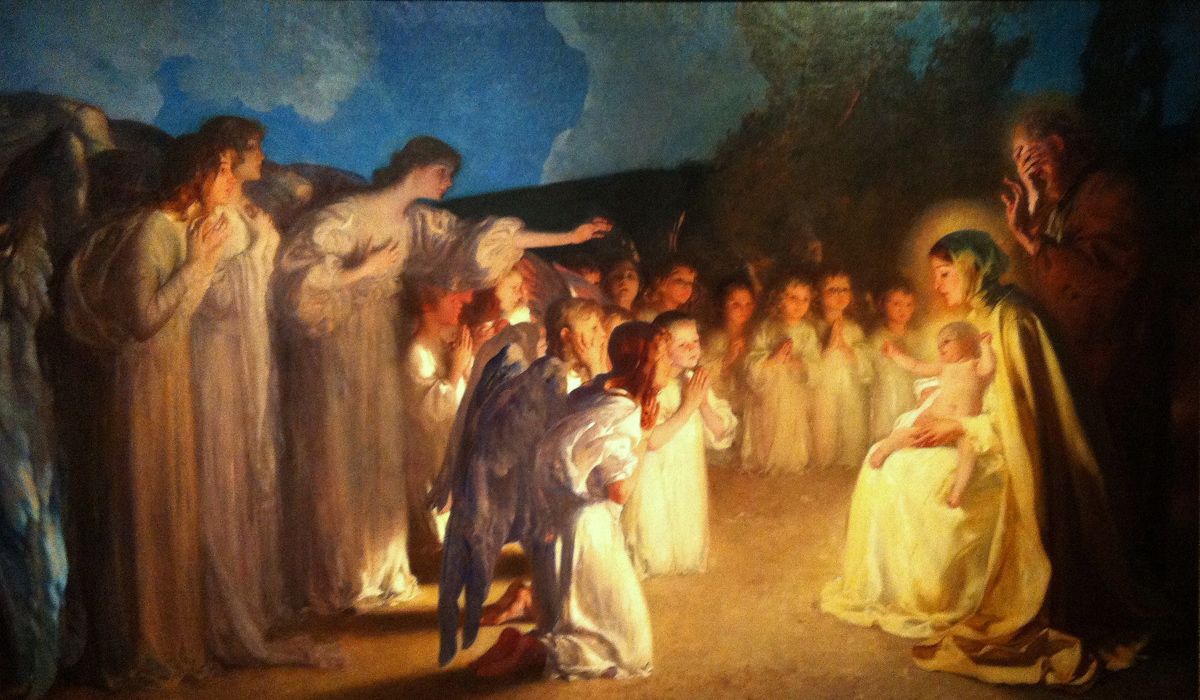
幼児キリストの礼拝
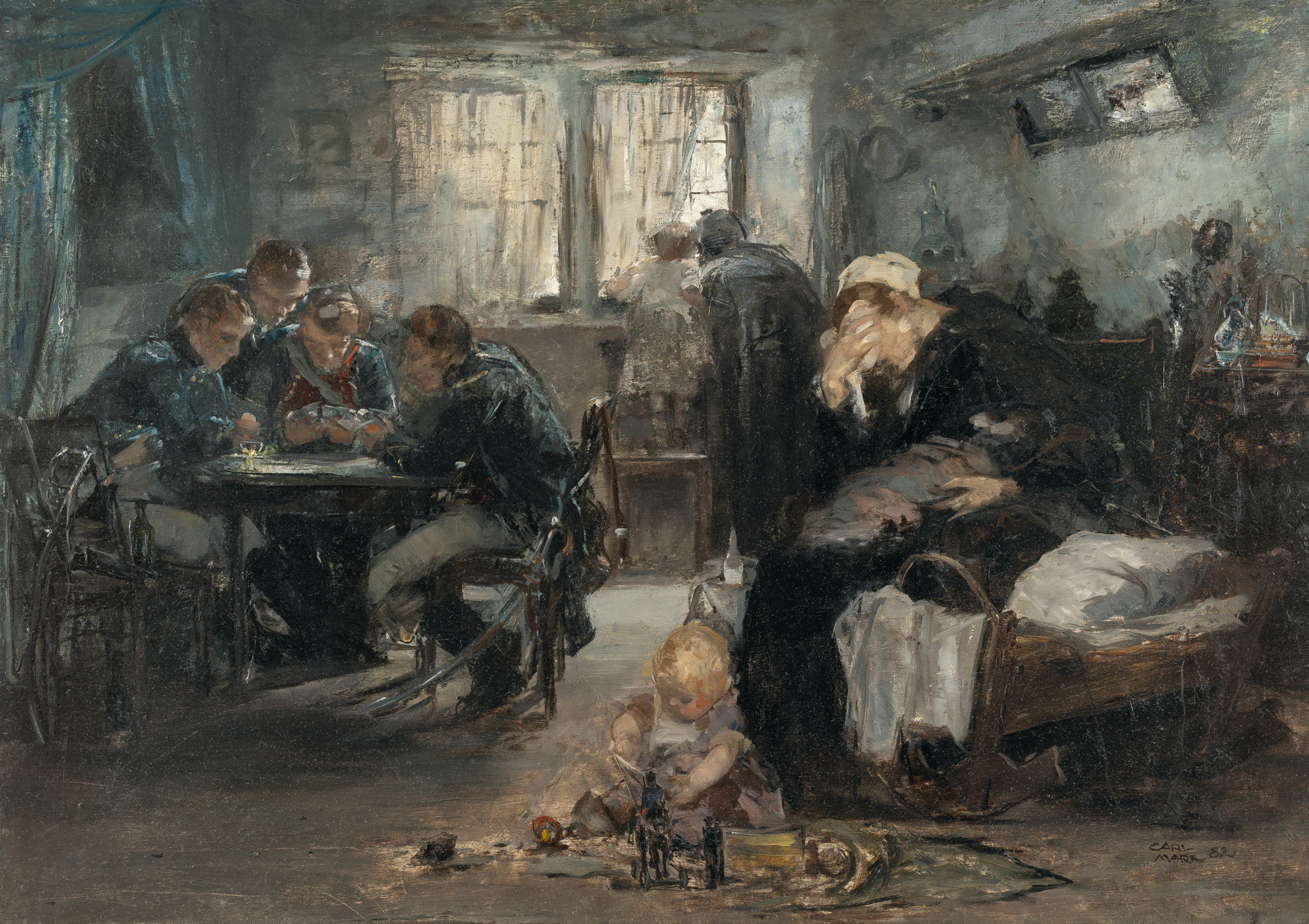
Das Warten auf frohe Kunde(1882)